# Dzmitryj Debelka
Dzmitryj Uladzimiravič Debelka (in bielorusso Дзмітрый Уладзіміравіч Дзябелка?; Minsk, 1º gennaio 1976 – 24 febbraio 2022) è stato un lottatore bielorusso, specializzato nella lotta greco-romana.

## Palmarès

### Olimpiadi
- 1 medaglia:
  - 1 bronzo (Sydney 2000 nei -130 kg)